# جائزة سان مارينو الكبرى 1990
جائزة سان مارينو الكبرى 1990 هو سباق فورمولا 1 أقيم بتاريخ 13 مايو 1990 في حلبة إنزو دينو فيراري، إيمولا، إميليا-رومانيا، إيطاليا. كان الثالث من أصل 16 في بطولة العالم لسباقات الفورمولا واحد موسم 1990. حلّ الإيطالي ريكاردو باتريس أولا بينما جاء النمساوي غيرهارد بيرغر في المركز الثاني وحصل على المركز الثالث الإيطالي أليساندرو نانيني.